# Sự hình thành sao
Hình thành sao là quá trình qua đó những vùng đậm đặc nằm trong các đám mây phân tử trong không gian liên sao, đôi khi được đề cập đến với tên "nhà trẻ sao" hay "những vùng hình thành sao, tập hợp để hình thành các ngôi sao. Với vai trò là một nhánh của thiên văn học, hình thành sao bao gồm nghiên cứu về môi trường liên sao (ISM) và đám mây phân tử khổng lồ (GMC) là tiền thân của quá trình hình thành sao, và nghiên cứu về các tiền sao và vật thể hình sao trẻ là kết quả trực tiếp của quá trình này. Nó có quan hệ gần gũi với hình thành hành tinh, một nhánh khác của thiên văn học.